# Pizza Connection (film)
Pizza Connection è un film del 1985 diretto da Damiano Damiani.

## Trama
Mario Vialone, killer mafioso che gestisce come copertura una pizzeria a New York, riceve la visita di Ognibene, un losco personaggio legato all'"organizzazione" del boss Jimmy Galento (di cui è intermediario) e che gli affida il compito di progettare un attentato a Palermo contro il procuratore capo della Repubblica Santalucia, che ha prove sufficienti per bloccare il traffico della droga tra l'Italia e l'America. Dopo aver eliminato Carmelo Impellitteri, un possibile "concorrente" in un locale a luci rosse, Mario parte per Palermo, dove vive la sua famiglia, che lo riabbraccia dopo molti anni.
Qui ritrova il fratello minore, Michele, che è cresciuto e lavora come garzone di un pescivendolo; ma sfortunatamente, quando quest'ultimo viene assassinato per non aver pagato il pizzo, Michele perde il lavoro perché ha tentato di denunciare il killer, avendolo visto bene in faccia. Il giovane, inoltre, vive una casta attrazione per Cecilia Smedile, una ragazzina che fa la spesa da lui e che lo ricambia, mediante una confidenza reciproca.
Facendo leva sulla situazione delicata del fratello, Mario ne approfitta per farsi aiutare nell'attentato, giacché ha bisogno di uomini assai fidati: dapprima gli fa sparare qualche colpo di pistola per "divertimento", poi gli rivela la sua vera occupazione negli States e gli chiede aiuto. Ma Michele, sdegnato e avendo intuito le intenzioni del fratello, rifiuta e va a trovare Cecilia a casa. Qui scopre con orrore che la ragazza è prostituita sotto minaccia dalla madre, che è a sua volta ricattata da Vincenzo, il suo spacciatore/convivente che le fornisce la droga per il figlio tossicodipendente. Michele dunque viene picchiato dal compagno della signora e da Momo, un compare di quest'ultimo, e finisce in carcere.
Verrà liberato grazie all'aiuto di Mario, e successivamente viene contattato con una telefonata dagli Smedile: essi sono disposti a consegnargli Cecilia in cambio dell'ingente somma di venti milioni. Non avendo un mezzo onesto per guadagnare tanti soldi in così poco tempo, Michele deve sottostare alle condizioni di Mario, a cui chiede un prestito e che gli promette di dargli la sua parte di soldi se parteciperà all'attentato. Dopo aver frantumato la vetrina di una gioielleria, a mo' di prova per i kalashnikov, Michele viene costretto ad uccidere Mancuso, il caposcorta di Santalucia: ma all'ultimo momento non ne ha il coraggio, e sarà Mario a farlo, rinunciando al suo aiuto.
L'attentato al poliziotto allerta il Procuratore, che da tempo vive da recluso in casa propria, scortato giorno e notte come fosse lui il vero delinquente; nel frattempo, il commissario Astarita (che fino a questo momento aveva investigato da solo tentando anche una sorta di collaborazione con gli Auricchio, famiglia facente capo alla mafia perdente) riceve una telefonata anonima di Michele che, disperato, gli rivela il prossimo attentato al Procuratore e lo avverte di prendere le dovute precauzioni: grazie al funzionario corrotto Romanò, una talpa che intercetta la chiamata, i killer uccidono il commissario prima che possa rivelare il fatto.
L'attentato così ha luogo, e con successo, la mattina dopo: mentre si dirigono al Palazzo di Giustizia, il Procuratore e la sua scorta sono massacrati da Mario e dai suoi sgherri con i bazooka. La telefonata di Michele, però, ha scatenato l'ira e la caccia all'uomo da parte delle famiglie mafiose della città: Nicola Schirò, subalterno di Mario (nonché sicario uccisore del pescivendolo dove Michele lavorava), ne riconosce la voce ed informa Ognibene e Mario. I tre partono quindi alla ricerca del giovane, ma Mario li ha indirizzati presso l'isolata frazione di Piana degli Albanesi. Giunti sul posto, prima uccide Nicola a sangue freddo e poi, dopo un'ultima discussione con Ognibene, si libera anche di quest'ultimo, sparandogli alle spalle: l'amore e la volontà di proteggere la propria famiglia è risultato più forte di ogni altra cosa. Contemporaneamente Michele viene a sapere dove si trova Cecilia, e la porta via dai suoi aguzzini, nonostante le minacce di questi ultimi.
La scoperta che Mario avesse sempre saputo ed occultato dove fosse nascosta Cecilia scatena un rancore incolmabile in Michele, che rompe tutti i ponti col fratello. Mario quindi, augurandosi di farla franca e che nessuno sospetti di lui, parte per tornarsene alla sua pizzeria a New York. Viene accompagnato in auto dall'avvocato Masseria, ormai boss indiscusso della mafia siciliana che finge di assecondarlo nelle spiegazioni e lo fa partire apparentemente senza conseguenze. Mario però sa che non può sfuggire al proprio destino: giunto in America si aspetta da un momento all'altro la vendetta della mafia, e comprende che è giunta la sua ora quando nella pizzeria entrano due avventori mai visti prima mentre un terzo li attende fuori seduto sul cofano dell'auto, pronto alla fuga. Consapevole dell'imminente fine, compie un ultimo gesto e telefona a casa per riconciliarsi con Michele ma riesce a scambiare col fratello solo poche parole, poiché cade assassinato dai due killer.

## DaPizza ConnectionaLa piovra
Il regista Damiano Damiani ha diretto il primo capitolo della saga televisiva La piovra. Anche alcuni attori del film sono apparsi nella serie: Michele Placido che nel film interpreta un mafioso, dalla prima fino alla quarta miniserie, l'attore veste i panni di Corrado Cattani, un commissario di polizia coraggioso e incorruttibile. Simona Cavallari interpreta il ruolo di Ester Rasi ne La piovra 4. Renato Mori invece è il vicecapo Altero nelle prime due miniserie e il boss mafioso Don Calogero Albanese nell'ottava miniserie. Tony Sperandeo invece recita nel secondo, sesto, ottavo e nono capitolo, interpretando tre ruoli diversi.

## Distribuzione
Esistono due versioni del film, una cinematografica della durata di 116 minuti e una televisiva della durata di 180 minuti. In televisione fu trasmessa divisa in due parti di 90 minuti; tale versione è stata riproposta in replica su Iris nel corso del 2013, nel palinsesto mattutino.

## Riconoscimenti
- 1985 - David di Donatello
  - Miglior colonna sonora a Carlo Savina
  - Nomination Miglior attore protagonista a Michele Placido
  - Nomination Migliore attrice non protagonista a Ida Di Benedetto
- 1985 - Nastro d'argento
  - Migliore attore protagonista a Michele Placido
- 1985 - Festival internazionale del cinema di Berlino
  - Orso d'argento - Menzione speciale a Damiano Damiani
  - Nomination Orso d'oro a Damiano Damiani
- 1985 - Globo d'oro
  - Miglior attore a Michele Placido